# Heider
Heider ist ein deutscher Familienname, der zuerst in Österreich auftrat.

## Namensträger
- Alfred Heider (1925–2012), deutscher Fußballspieler
- August Heider (1775–1836), deutscher Maler
- Daniel Heider (1572–1647), deutscher Jurist und Rechtshistoriker
- Detlef Heider (1943–1997), deutscher Maler und Grafiker
- Dominik Heider (* 1982), deutscher Bioinformatiker
- Eberhard Heider (1876–1943), österreichischer Politiker (SDAP)
- Ernst Heider (* 1941), deutscher Geodät, Ingenieur und Landentwickler
- Florian Heider (* 1982), deutscher Webvideoproduzent
- Franz Heider (1897–1977), deutscher Unternehmer, Politiker und Landtagsabgeordneter (ZENTRUM, CDU)
- Friedrich von Heider (Fritz von Heider; 1868–1947), deutscher Grafiker und (Tier-)Maler
- Friedrich Heider (Maler) (* 1940), deutscher Maler
- Fritz Heider (1896–1988), österreichischer Gestaltpsychologe
- Gabriele Heider (* 1956), deutsche bildende Künstlerin
- Gustav Heider (1819–1897), österreichischer Kunstschriftsteller
- Hans Heider (1861–1947), deutscher Maler
- Hans von Heider (1867–1952), deutscher Maler, Grafiker und Kunstgewerbelehrer
- Herbert Heider (* 1959), deutscher Fußballspieler
- Hermann Heider (1901–1984), deutscher Jurist und Landgerichtsdirektor, Richter am Volksgerichtshof, nach 1945 Rechtsanwalt
- Jean-Paul Heider (* 1939), französischer Manager und Politiker (RPR)
- Joachim Heider (* 1944), deutscher Musikschaffender, bekannt als Alfie Khan
- Jobst Heider († 1663), herzoglich calenbergischer Hoforganist
- Johann Heider (* 1962), deutscher Mikrobiologe und Hochschullehrer
- Josef Heider (Historiker) (1903–1984), deutscher Historiker und Archivar
- Jürgen Heider (1938–1969), deutscher Musiker
- Karl Heider (1856–1935), österreichischer Zoologe
- Karl Heider (Unternehmer) (1921/1922–2001), deutscher Unternehmer und Firmengründer
- Klaus Heider (1936–2013), deutscher Grafiker, Maler, Fotograf, Installations- und Objektkünstler
- Lotta Heider (* 2002), deutsche Handballspielerin
- Marc Heider (* 1986), deutscher Fußballspieler
- Maria von Heider-Schweinitz (1894–1974), deutsche Malerin
- Martin Heider (Kustos) (* 1970), deutscher Betriebswirt, Leiter der Münsterverwaltung und Kustos am Doberaner Münster
- Martin Heider (* 1986), deutsch-tschechischer Eishockeyspieler
- Matthias Heider (* 1966), deutscher Politiker (CDU)
- Max Heider (1922–1975), deutscher Dirigent
- Maximilian von Heider (1839–1920), deutscher Chemiker und Keramiker
- Michaela Heider (* 1995), österreichische Skirennläuferin
- Moriz Heider (1816–1866), Pionier auf dem Gebiet der wissenschaftlichen Zahnheilkunde
- Otto Heider (1896–1960), NSDAP-Politiker und Bremer Bürgermeister
- Paul Heider (1868–1936), christlicher Theologe
- Paul Heider (Historiker) (1931–2014), deutscher Militärhistoriker
- Paul Walter Heider (1909–1986), deutscher Maler und Grafiker
- Peter Heider (* 1953/1954), deutscher Fagottist und Orchesterleiter
- Rolf Heider (* 1940), deutscher Tragwerksplaner
- Rudolf von Heider (1870–1950), deutscher Bildhauer und Keramiker
- Rudolf Heider (1911–1981), österreichisch-tschechischer Pianist, Komponist und Musikpädagoge
- Theodor Heider (1837–1913), deutscher Politiker
- Ulrike Heider (* 1947), deutsche Schriftstellerin
- Valentin Heider (1605–1664), deutscher Jurist, Lindauer Gesandter und Staatsmann
- Wally Heider (1922–1989), amerikanischer Tontechniker, Studiobesitzer und Musikproduzent
- Walter Heider (1939–2014), österreichischer Sänger
- Werner Heider (* 1930), deutscher Dirigent und Komponist
- Wilfried Heider (1939–1999), deutscher Metallgestalter
- Wilhelm von Heider (1882–1955), deutscher Bildhauer und Modelleur
- Wilhelm Heider (General) (1884–1966), deutscher Generalmajor
- Wolfgang Heider (1558–1626), deutscher Enzyklopädist, Professor der Ethik und Politik, Humanist